# Kobyle (województwo pomorskie)
Kobyle (kaszb. Kòbëlé) – wieś pogranicza kaszubsko-kociewskiego w Polsce położona w województwie pomorskim, w powiecie kościerskim, w gminie Stara Kiszewa.
W latach 1975–1998 miejscowość administracyjnie należała do województwa gdańskiego.
Wieś stanowi sołectwo gminy Stara Kiszewa.

## Historia
Wieś należała w XIII wieku do  książąt pomorskich. W roku 1269 książę Sambor II darował ją na uposażenie pierwotne ufundowanego klasztoru oo. cystersów w Pogutkach (później w Pelplinie). W akcie darowizny są ponadto stare osady jak: Cosnomino (Koźmin), Steruekaw (Czernichowo),Garczyn, Wielka Kiszewa, Pałubin, Pogutki.
Osadzona była pierwotnie na prawie polskim, które  dopiero późniejsi opaci na niemieckie zwane chełmińskim zamienili. Z roku 1377 pochodzi dokument, w którym opat Piotr z Rogowa potwierdza, jako jego poprzednik opat Maoiej wydał  gospodarzom tutejszym 40 włók  roli, z których 4 wloki były wolne, sołtyskie.
Po sekularyzacji dóbr duchownych, wieś przejął  rząd pruski, a następnie  wydał w wieczystą dzierżawę dotychczasowym osadnikom przywilejem z Kwidzyna dnia 18 czerwca 1785.
W wieku XIX opisano Kobyle alias Kobyła, (niemiecka nazwa oboczna Kobiila), jako dawne dobra królewskie w powiecie kościerskim, na lewym brzegu rzeki Wierzycy położone. Obszaru liczą mórg 3248, mieszkańców było: wyznania rzymsko-katolickiego 133, ewangelickiego 49, domów mieszkalnych 12. We wsi była wówczas szkoła ewangelicka. Parafia i poczta w Pogódkach.